# Big band
Una big band és una agrupació musical pròpia de la música de jazz, que es va popularitzar en l'època daurada del swing (les dècades dels 30 i 40 del segle XX).
El seu nom prové de l'anglès i literalment significa gran banda. Altres noms que s'utilitzen son jazz band, stage band o jazz orchestra. Tot i que és poc utilitzat, el terme català més apropiat seria orquestra de jazz.
La big band típica està composta aproximadament per una quinzena de músics i conté saxos, trompetes, trombons i secció rítmica (habitualment piano contrabaix i bateria).
Les big band dels anys del swing es classifiquen habitualment en swing bands o hot bands (que destaquen els aspectes rítmics i la improvisació dels solistes, com les de Count Basie i Duke Ellington), i les sweet bands (que redueixen els aspectes característics de les anteriors, com les orquestres de Benny Goodman, Glenn Miller, Freddy Martin i Guy Lombardo).
Aquesta tipologia de formació musical ha arribat fins a l'actualitat, i són programades per clubs i festivals. A Catalunya n'existeixen diverses. Els festivals de jazz de Terrassa i de Barcelona, i el Festival Internacional de Dixieland de Tarragona són certàmens en què habitualment participen.